# Средневековая Румыния
Средние века в Румынии начались с уходом татаро-монголов, вторгшихся на территорию современной Румынии в XIII веке. Период средневековья подошёл к концу во время правления Михая Храброго (1593—1601), которому удалось на короткое время в 1600 году объединить Валахию, Молдавию и Трансильванию, три княжества, чьи территории спустя около трёх столетий сформировали Румынию.
На протяжении большей части этого периода Банат, Кришана, Марамуреш и Трансильвания — теперь регионы Румынии к западу от Карпатских гор — входили в состав Королевства Венгрии. Они были разделены на несколько типов административных единиц, таких как «комитаты». Руководители Трансильванских комитатов («ишпаны») были подчинены королевскому должностному лицу (воеводе), но провинция редко воспринималась как единое целое, поскольку секеи и саксы управлялись отдельно. В королевстве румынские крестьяне, будучи православными, были освобождены от десятины, церковного налога, выплачиваемого всеми римско-католическими простолюдинами. Румынские дворяне постепенно утратили возможность участвовать в политической жизни, поскольку XIV веке монархи придерживались ревностной прокатолической политики. Их положение стало еще хуже после 1437 года, когда был сформирован так называемый «Союз трёх наций», венгерских дворян, секеев и саксов, для того чтобы подавить крестьянское восстание в Бобылне.
Валахия, первое независимое средневековое государство между Карпатами и нижним Дунаем, была создана когда Басараб I (ок. 1310—1352) расторг сюзеренитет короля Венгрии благодаря победе в битве при Посаде в 1330 году. Независимость Молдавии была достигнута когда Богдан I (1359—1365) возглавил восстание против бывшего правителя, назначенного венгерским монархом. Независимость двух княжеств была, однако, недостаточно хорошо обеспечена, и вассальная зависимость от различных государств стала важным аспектом их дипломатии. Хотя Валахия платила дань Османской империи с 1417 года, а Молдавия с 1456 года, два их средневековых правителя, Мирча Старый Валахский (1386—1418) и Стефан Великий Молдавский (1457—1504) проводили успешные военные операции против османов. Торговля двух княжеств с другими частями Европы начала сокращаться после последних десятилетий XV века. До этого была широко распространена продажа шкуры, зерна, мёда и воска в Священную Римскую империю, Венецию и Польшу, а также импорт шёлка, оружия и других промышленных товаров из этих районов. К концу XVI века Османская империя стала основным рынком сбыта для румынской продукции.
Трансильвания вместе с соседними странами получила статус автономного государства под сюзеренитетом Османской империи, после того как центральные территории Королевства Венгрии были аннексированы турками в 1541 году. Падение королевства также лишило Валахию и Молдавию их главного союзника в борьбе против Османской империи. В 1594 году Михай Храбрый Валахский присоединился к антиосманскому союзу, инициированному папой Климентом VIII. После серии побед над Османами, он повернулся против Трансильвании и Молдавии, где правили пропольские и протурецкие князья. Он вторгся в Трансильванию в 1599 году, а в Молдавию в 1600 году. Хотя союз трёх стран развалился спустя четыре месяца, он послужил идеалом для последующих поколений, стремившихся к объединению земель, которые сейчас образуют Румынию.